# Астрономическая обсерватория в Кито
Астрономическая обсерватория в Кито — астрономическая обсерватория, основанная в 1873 году в парке Ла-Аламеда, Кито, Эквадор. Первая национальная обсерватория в Южной Америке.

## Руководители обсерватории
- Juan Bautista Menten — первый директор
- 1901 — 1906 — fr:François Gonnessiat
- 1906 — 1924 (?) — fr:Joanny-Philippe Lagrula
- 1956 — 1958 — Одетта Банкильон

## История обсерватории

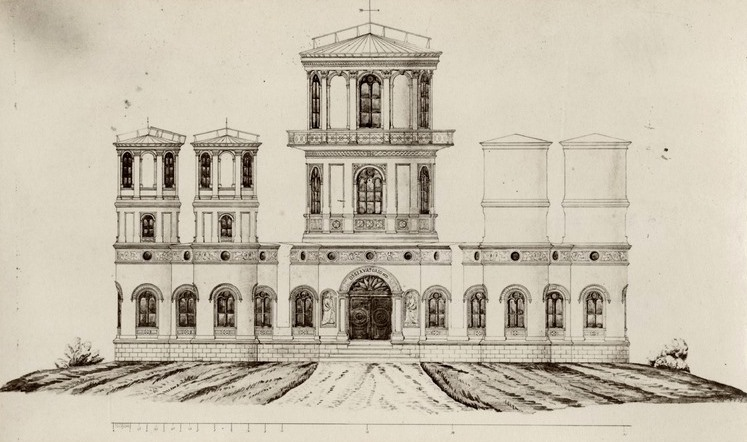
Астрономическая обсерватория в Кито (1873)

Основателем обсерватории является en:Gabriel García Moreno. Строительство обсерватории велось с 1873 по 1877 года. В данный момент обсерватория курируется Национальной политехнической школой.

## Инструменты обсерватории

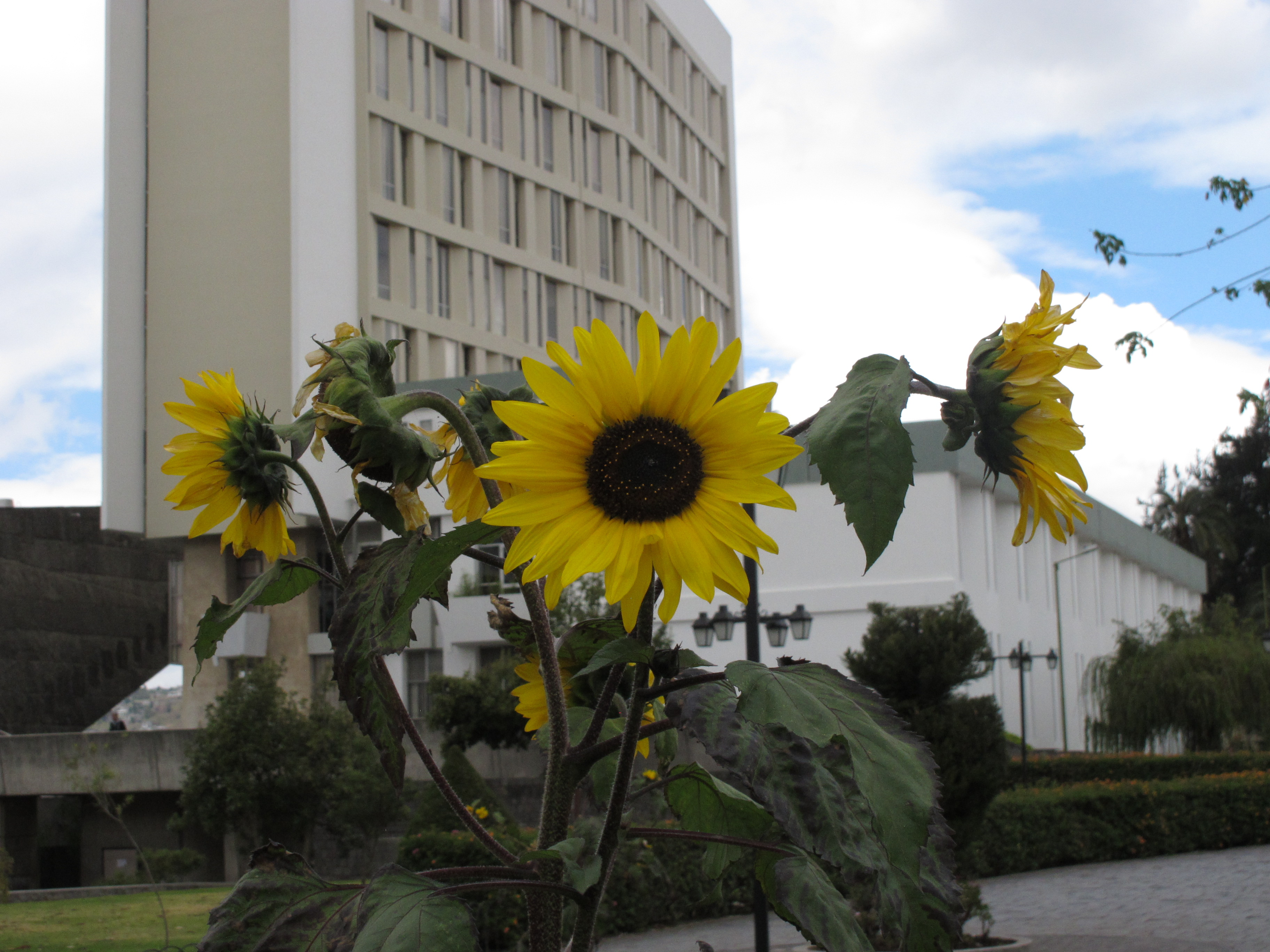
Кампус Национальная политехническая школа (Эквадор)

- Экваториальный телескоп Merz
- Два меридианных круга
- Несколько теодолитов, секстантов и хронографов

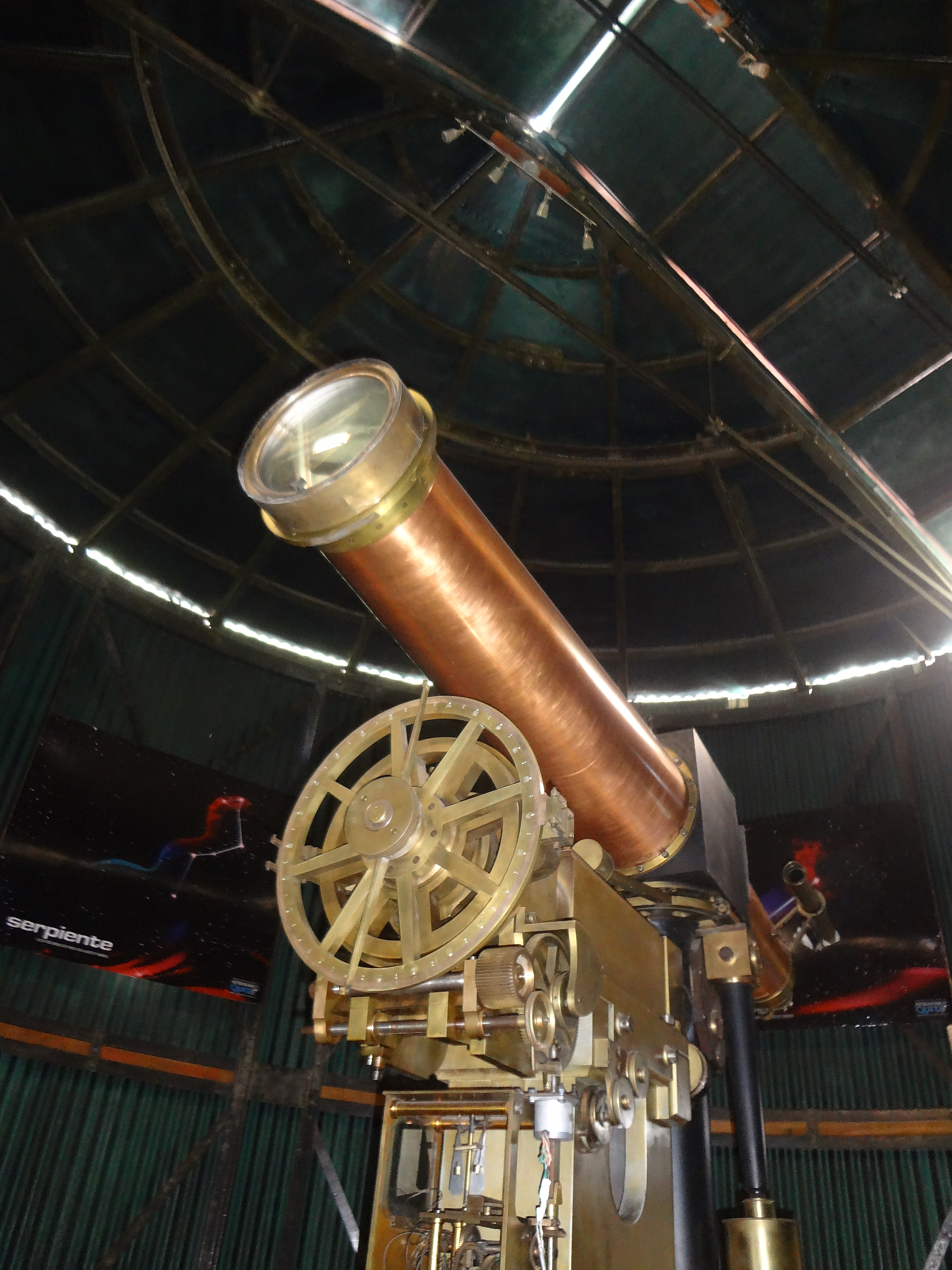

- Спектроскоп
- Поляриметр

## Направления исследований
- Астрометрические измерения
- Геодезические измерения
- Метеорологические наблюдения
- Сейсмология

## Основные достижения
- Участие во французской Геодезической Миссии II (1902—1914 гг).

## Известные сотрудники
- 1929 — fr:Gilbert Rougier — кандидат на должность директора обсерватории.